# Singapore Council of Women
Singapore Council of Women (SCW) , var en kvinnoorganisation i Singapore, grundad 1952.
SCW bildades med National Council of Women in India som förebild. Dess syfte var att arbete för kvinnors lagliga jämlikhet med män i den nyligen självständiga staten Singapore. Dess medlemmar bestod av kvinnor ur alla etniciteter och religioner. Fokus lades på frågor om äktenskap, skilsmässa och barns välfärd; att motarbeta prostitution och månggifte för män. SCW arbetade med framgång för införandet av den så kallade Women's Charter, som blev lag 1961 och garanterade kvinnor lika rättigheter för män i Singapore, med undantag för kvinnor i muslimska äktenskap, som undantogs från lagen. Efter denna framgång ansågs målet om grundläggande lika rättigheter uppnådd (även om dessa inte gällde muslimska kvinnor), och SCW försvann gradvis. 